# MC Livinho
Oliver Decesary Santos (São Paulo, 11 de noviembre de 1994), más conocido por el nombre artístico de MC Livinho, es un cantante de funk paulista y compositor brasileño. Comenzó su carrera en la música en 2008, con el lanzamiento de la canción «Origin», pero logró su primer reconocimiento solo a los dieciocho años, en 2012, con la canción «Mulher Kama Sutra». Fue reconocido por los medios como uno de los principales exponentes del estilo musical conocido como funk atrevido, que destaca por sus connotaciones sexuales y erotismo en la lírica de las canciones. A principios de 2016, cesó la composición de tales canciones y comenzó a realizar grabaciones de canciones sin la presencia de malas palabras.
En enero del año respectivo lanzó su primer trabajo, un EP del mismo nombre , y en noviembre, su primer álbum de estudio , titulado Vagabundo Romântico y producido por el sello Radar Records. Entre sus principales temas se encuentran «Bem Querer», «Tudo de Bom», «Cheia de Marra» y «Fazer Falta», siendo esta última la primera canción funk de São Paulo en alcanzar la cima nacional de las listas de Spotify. Actualmente mantiene un vínculo con la discográfica GR6 Music.

## Biografía
Oliver nació el 11 de noviembre de 1994 en la ciudad de São Paulo, en el Jardim Pedra Branca, ubicado en la Zona Norte, y siempre estuvo vinculado a la música desde su infancia. Según fuentes, su madre lo alentó a invertir en MPB, ya que era fanático de artistas como María Gadú, Ana Carolina, Chico Buarque y Djavan.
Inició su carrera musical como violinista en una iglesia a la que asistió en 2003, y tocó música en el recinto hasta 2008, y según el mismo, «ya tocaba con una buena noción de orquesta y nota». Sin embargo, terminó alejándose del trabajo porque era un niño de mal comportamiento, no acorde con su posición en la iglesia. Luego de este hecho, Oliver se mudó al centro de São Paulo para vivir con su abuela, pero después de unos seis meses, se fue a vivir solo y comenzó a trabajar en una casa lan para mantenerse.
En diciembre de 2016 Livinho participó en un tradicional partido amistoso de fútbol entre los equipos del Santos de 1995 y 2002, en el que marcó cinco goles y llamó la atención de los medios por sus habilidades futbolísticas.  Oliver fue anunciado en enero de 2017 como el impulsor de los siete clubes de fútbol Audax , después de recibir la invitación del presidente del club, Vampeta .  El cantante se entrenó normalmente como todos los demás atletas y recibe un salario de R $ 10.000, y su primer partido oficial se llevó a cabo en febrero contra el Penapolense., y no se reportaron más apariciones en los partidos después de este juego.
En marzo de 2020, se anunció que Oliver sería contratado por Audax, esta vez en el fútbol de campo, donde reforzaría al equipo para la disputa del Campeonato de Fútbol de São Paulo 2020 - Serie A2. El anuncio oficial tuvo lugar el 9 de marzo, sin embargo, al día siguiente, 10 de marzo, cuando se realizaría la presentación, el manager de Livinho, «Rodrigo GR6», anunció vía Instagram que la carrera futbolística del cantante estaba en marcha. por no reconciliarse con la cantante.

## Carrera

### Letras caseras y eróticas (2011-2015)

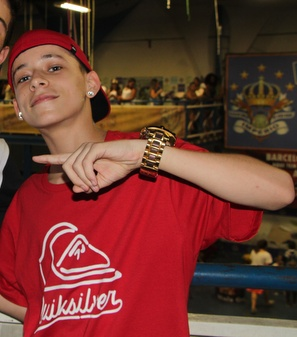
MC Pedrinho (imagen), artista que compuso «Se Prepara» con Livinho en 2014.

Su primer contacto con el funk ocurrió a los 14 años, cuando Oliver comenzó a cantar funk tradicional. A los 16 años decidió seguir una carrera en el funk ostentação, en la que lanzó varias canciones en Internet, siendo la canción «Origin» la primera. Sin embargo, terminó no invirtiendo en este tema y decidió innovar con un nuevo estilo de funk, al que llamó «romántico erótico». Paralelamente, quien componía canciones de ostentación funk, Livinho trabajó como mesero en Água Branca , hasta el momento en que inició su carrera musical.
Su primer éxito nacional fue la canción «Mulher Kama Sutra», lanzada en 2012 y luego remasterizada y relanzada como un videoclip con una versión ligera del productor Tom Produções. La canción estaba basada en un estribillo de contenido sexual, relacionado con el libro Kama Sutra.  Al año siguiente, Livinho alcanzó el reconocimiento nacional con el lanzamiento de las canciones «Pepeca do Mal» y «Picada Fatal», donde insertó el humor junto con el erotismo. La canción «Picada Fatal» fue objeto de controversia, debido al uso de una muestra de la canción «Bibbidi-Bobbidi-Boo», presente en la banda sonora de la película de Disney Cinderela. Livinho participó en la canción «Se Prepara» de MC Pedrinho, que fue recibida negativamente por los medios por su contenido explícito, ya que MC Pedrinho sólo tenía once años en el momento de grabar la canción. Su segundo video musical fue lanzado a finales de 2014, titulado «Bela Rosa» por el productor KondZilla, siguiendo el mismo tema que las canciones anteriores.

### Cambio de estilo y proyección nacional (2016)
A principios de 2016, con el lanzamiento de la canción «Tudo de Bom», Livinho terminó las canciones con connotaciones sexuales, alegando que no le gustaría ver a los niños repitiendo versos de sus canciones a sus padres. El cambio en la lírica de sus canciones, sumado a una exhibición corporal con fotos en Instagram convirtió al artista en uno de los principales cantantes de todos los géneros en el país.  En el mismo período, lanzó su primer trabajo en iTunes , un EP homónimo , que contenía nueve pistas, sin que ninguna de ellas usara malas palabras .

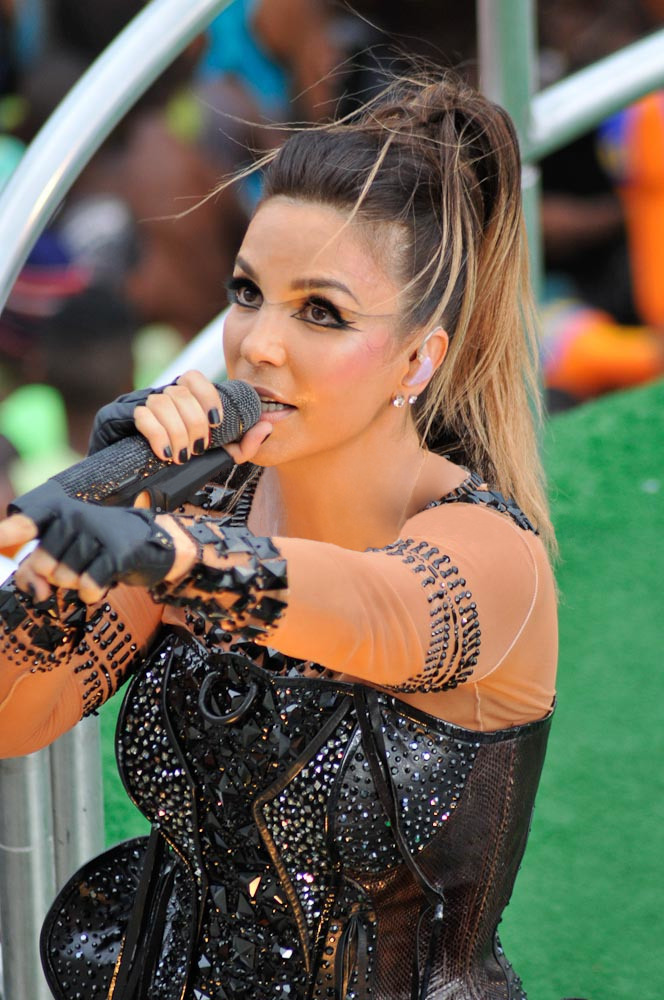
Ivete Sangalo (imagen), artista que compuso «Cheguei para te Amar» con Livinho en 2017.

En mayo lanzó el videoclip de la canción «Cheia de Marra», que se convirtió en la primera canción funk en superar los doscientos millones de visitas en YouTube. El 7 de septiembre de ese año, Livinho fue entrevistado por Danilo Gentili en el programa The Noite de SBT, en el que explicó los principales hechos de su carrera. En noviembre, el artista lanzó su primer álbum de estudio, titulado «Vagabundo Romântico». Disponible en formato de descarga digital y en copia física, fue puesto a disposición por el sello discográfico Radar Records e incluyó doce de sus temas principales del año pasado. En diciembre, Livinho lanzó el video musical de la canción «Meu Vidro», que llamó la atención de los medios porque el artista afirmó que invirtió aproximadamente quinientos mil reales para la grabación del material.
En junio de 2017, Livinho lanzó la canción «Bandida», en colaboración con el cantante de pagoda Péricles, que fue bien recibida por los medios debido a la mezcla entre los ritmos de ambos. En el mismo mes, lanzó la canción «Fazer Falta», que en una semana se convirtió en la canción más interpretada en Brasil en la plataforma Spotify, además de alcanzar posiciones en las listas de Portugal y Paraguay. El éxito del single convirtió a Livinho en el blanco de las noticias en los sitios de medios, como uno de los principales exponentes del género funk. Cuando se le invitó a escuchar esta canción durante una entrevista para el sitio web deDeezer, el cantante canadiense Shawn Mendes incluso comparó a Livinho conDrake, llamándolo «Drake brasileño».
Se involucró en una polémica en agosto del mismo año cuando lanzó la canción «Covardia», recibiendo numerosas críticas en las redes sociales por el fragmento «Voy a abusar de esta mina / toma, toma pica, tranquinha», con acusaciones por violación y machismo. Dos días después del lanzamiento de la canción, el artista se defendió afirmando que no había podido interpretar su intención al usar estas palabras.
En el mismo mes, la cantante Ivete Sangalo anunció que grabaría una canción en colaboración con Livinho.  Fue lanzado en octubre durante una edición del programa Video Show de Rede Globo , titulado «Cheguei para te Amar», y usando una mezcla de ritmos musicales como zouk y reguetón. Livinho participó en el proyecto de DJ Marlboro titulado Ragafunk, que reunió a varios artistas de funk de Río en canciones que lo unen al ragga y al reggae. La canción «Esse Dom» logró desempeños satisfactorios en las listas de Spotify en Brasil y también en Portugal.

## Discografía

### Álbumes de estudio
| Álbum               | Detalles                                                                                              |
| ------------------- | --- |
| Vagabundo Romántico | - Lanzamiento: 25 de noviembre de 2016 - Formatos: CD, descarga digital - Discográfica: Radar Records |

### Extended plays(EPs)
| Álbum      | Detalles                                                                                      |
| ---------- | --------------------------------------------------------------------------------------------- |
| MC Livinho | - Lanzamiento: 22 de enero de 2016 - Formatos: Descarga digital - Discográfica: Independiente |